# Allium montelburzense
Allium montelburzense — вид рослин з родини амарилісових (Amaryllidaceae); ендемік Ірану.

## Опис
Цибулина одиночна, яйцювата, завдовжки ≈ 2 см і діаметром ≈ 1.5 см; зовнішні оболонки від сірувато-коричневих до чорних, внутрішні — білі. Стеблина ниткоподібна, прямовисна, завдовжки ≈ 15–20 см, ≈ 2 мм у діаметрі, сірувато-зелена із сизим нальотом. Листків 1–2, свищеподібні, 10–13 см завдовжки, ≈ 2 мм завширшки, голі або на жилках тонко вкриті короткими жорсткими волосками. Суцвіття напівкулясте, з 15–30 квітками. Квітконіжки неоднакові по довжині, рожеві, тонкі, довжиною 5–10 мм. Листочки оцвітини вузько-ланцетні-довгасті, тупі на кінчику, 3–3.2 мм завдовжки й 1.2–1.5 мм завширшки, в основі на 1–2 мм об'єднані, від рожевих до пурпурних з темнішими серединними жилками. Тичинкові нитки приблизно вдвічі довші, ніж листочки оцвітини. Пиляки пурпурові. Коробочка зворотнояйцювата, діаметром 3–5 мм. Насіння чорне, опукле, еліптичне в обрисі, ≈ 4 × 2–2.5 мм.
Період цвітіння і плодоношення: липень — серпень.

## Поширення
Ендемік Ірану. Відомий лише з луків на північних схилах гір Ельбурс, особливо з вологих скелястих місць.